# محمد بن أحمد الحفصي
أبو سهل محمد بن أحمد بن عبيد الله المروزي الحفصي راوي صحيح البخاري عن أبي الهيثم الكشميهني صاحب الفربري. أحد رواة الحديث النبوي.
حدث بصحيح البخاري في مرو ونيسابور. كان رجلا مباركا من العوام أكرمه نظام الملك وسمع منه ووصله بجملة. روى عنه الشيخ أبو حامد الغزالي وإسماعيل بن أبي صالح المؤذن، وعبد الوهاب بن شاه الشاذياخي، ووجيه بن طاهر الشحامي، وهبة الرحمن حفيد القشيري وخلق سواهم.
قال أبو سعد السمعاني: «لم يحدث بالصحيح بمرو وحمله النظام الوزير إلى نيسابور فحدث بالصحيح في النظامية وسمع منه عالم لا يحصون وانصرف في سنة خمس وستين وأربع مائة وفيها مات. وهو محمد بن أحمد بن عبيد الله بن عمر بن سعيد بن حفص فنسب إلى الجد فقيل الحفصي. وقيل مات في سنة ست وستين».

## وفاته
توفي الحفصي سنة 466 هـ.